# Terri Jackson
Pour les articles homonymes, voir Jackson.
Terri Carmichael Jackson est une juriste et dirigeante sportive américaine.
Elle dirige depuis 2016 l'Association des joueuses de la WNBA, de son nom anglais Women's National Basketball Players Association (WNBPA), le syndicat des joueuses professionnelles de la Women's National Basketball Association, ligue américaine féminine de basket-ball.
Diplômée de l'université de Georgetown, elle a précédemment enseigné le droit et travaillé dans un cabinet d'avocats en Louisiane. Elle est ensuite devenue conseillère juridique à l'université du district de Columbia et directrice du droit, de la politique et de la gouvernance de la National Collegiate Athletic Association (NCAA).

## Biographie

### Études et début professionnels
Terri Jackson étudie le droit à l'Université de Georgetown dans l’État de Washington (district de Columbia). Elle espère alors poursuivre une carrière dans le droit comme son père LeRoy Carmichael. Après avoir obtenu son diplôme, elle déménage à la Nouvelle-Orléans en Louisiane pour créer la fondation à but non lucratif Back on the Block.
Elle enseigne ensuite le droit en tant que professeure à l'Université de Tulane et travaille dans un cabinet d'avocats en Louisiane.

### Dirigeante sportive
Terri Jackson devient conseillère juridique pour les sports à l'université du district de Columbia.
Elle dirige ensuite le droit, la politique et la gouvernance de la National Collegiate Athletic Association, qui organise les programmes sportifs de nombreuses grandes écoles et universités aux États-Unis. Elle occupe le poste pendant quatre ans.
Terri Jackson est nommée en 2016 directrice des opérations de l'Association des joueuses de la WNBA (WNBPA), le syndicat des joueuses professionnelles de la Women's National Basketball Association, ligue américaine féminine de basket-ball,.
Au cours de son mandat, le syndicat a choisi de se retirer de sa convention collective avec la WNBA pour la première fois de son histoire.
En 2020, le magazine Sports Illustrated la présente dans « The Unrelenting » son palmarès des femmes les plus puissantes du sport.

## Vie personnelle
Terri Jackson est mariée au joueur de basket-ball Jaren Jackson, qu'elle a rencontré alors qu'ils étudiaient tous les deux à l'Université de Georgetown. Le couple a un fils en 1999, le joueur NBA Jaren Jackson Jr..